# Gus (bande dessinée)
Pour les articles homonymes, voir Gus.
Ne doit pas être confondu avec P'tit Gus.
Gus est une série de bande dessinée créée par le dessinateur et scénariste français  Christophe Blain.
Le premier album de la série est publié le 11 janvier 2007, chez Dargaud. 
Regroupée en quatre tomes, l'intrigue des aventures prend place dans un Far West imaginaire. Gus, un cowb-boy, braqueur et séducteur hors-la-loi, accompagné de ses deux comparses, est embarqué dans une série de malentendus, de petits tracas quotidiens et d'histoires d'amour.
L'auteur aborde à chaque épisode des sujets à priori légers, dont les histoires de cœur de Gus seront le fil conducteur. Mais derrière ces saynète pleines d'humour, Blain questionne les rapports à l'amour, à l'argent ou à la paternité. 

## Synopsis
Gus, Gratt et Clem sont trois bandits du grand ouest américain recherchant l'amour entre un braquage de banque et une attaque de train.

## Albums
- 1 Nathalie, Dargaud, janvier 2007
Scénario, dessin et couleurs :  Christophe Blain
- 2 Beau bandit, Dargaud, janvier 2008
Scénario, dessin et couleurs : Christophe Blain
- 3 Ernest, Dargaud, novembre 2008
Scénario, dessin et couleurs : Christophe Blain
- 4 Happy Clem, Dargaud, janvier 2017
Scénario, dessin et couleurs : Christophe Blain

## Récompense
- 2017 : prix Diagonale de la meilleure série[3]
- 2018 : tome 4 Happy Clem en sélection officielle du Festival d'Angoulême 2018[4].